# Кривушево
 Кривушево  — опустевшая деревня в Удорском районе Республики Коми в составе сельского поселения Глотово.

## География
Расположена на берегу озера Кривушев-Ты в бассейне реки Йирва на расстоянии примерно 49 км на восток по прямой от районного центра села Кослан.

## Население
Постоянное население  составляло 5 человек (коми 100%) в 2002 году, 0 в 2010 .